# Rattus tawitawiensis
Rattus tawitawiensis is een rat die voorkomt op het eiland Tawi-Tawi in de Sulu-eilanden in het zuiden van de Filipijnen. Er zijn drie exemplaren bekend. R. tawitawiensis is een grote rat met een donkerbruine vacht en een korte staart. Hij heeft relatief grote kiezen en acht mammae.
Er is gesuggereerd door de ontdekkers dat deze rat het nauwste verwant is aan andere soorten die voorkomen op marginale eilanden aan de rand van het Soendagebied, namelijk Rattus stoicus uit de Andamanen, Rattus palmarum en Rattus burrus uit de Nicobaren, Rattus simalurensis uit de Simalureilanden, Rattus lugens uit de Mentawai-eilanden, Rattus adustus op Enggano en Rattus hoffmanni op Celebes. Later is de verwantschap van Rattus hoffmanni met deze soorten betwijfeld (Musser & Holden, 1991).